# Martyn Bedford
Martyn Bedford (Croydon, 1959) è uno scrittore britannico.

## Biografia
Martyn Bedford è nato a Croydon, nella zona sud di Londra. Dopo aver ottenuto un Master of Arts in scrittura creativa all'Università dell'Anglia orientale ha lavorato per 12 anni come giornalista per alcuni giornali locali. Ha insegnato scrittura creativa all'Università di Manchester, all'Università di Leeds e alla Leeds Beckett. Dal 2008 al 2012 è stato Writer in residence alla Leeds Trinity.
Nel 1996 ha pubblicato il suo primo romanzo, Acts of Revision. Black Cat, uscito nel 2001, è stato tradotto in italiano da Giovanna Granato per la collana Stile Libero di Einaudi l'anno successivo. Flip, del 2011, è stato pubblicato in italiano da Mondadori. 

## Opere
- Acts of Revision, 1996
- Exit, Orange & Red, 1997
- The Houdini Girl, 1999
- Black Cat, 2000
- The Virtual Disappearance of Miriam, 2000
- The Island of Lost Souls, 2006
- Flip - Scambio di persona, 2011
- Tutta la verità su Gloria Ellis, 2016